# Тесіо (річка)
Річка Тесіо (яп. 天塩川, тесіо ґава) — річка в Японії в північній частині острова Хоккайдо, що протікає через три округи (Камікава, Румой та Соя) і впадає в Японське море. За японською класифікацією належить до річок першого класу і є головною артерією однойменної річкової системи.

## Походження назви
Теперішнє написання назви ніяк не пов'язане з первинним значенням. Назва походить з айнської мови (テッシ・オ・ペッ — тессі-о-пее), що означає річка, яка має рибні загати. Колись в середній течії річки, в районі містечка Біфука (Повіт Накаґава), поблизу Онненай (яп. 恩根内), було багато рибних загат, складених із валунів, що перетинали річку. Згодом ці валуни прибрали під час робіт з очищення русла, бо вони заважали судноплавству.